# 密拉特密谋案
密拉特密谋案是20世纪20年代末一場與印度共产主义运动有關的案件，這起案件於1929年3月在英属印度密拉特审理。當時有包括三名英格蘭人在内的几名工会成员因组织印度铁路罢工而被捕。英國政府之後起訴27名左派工会領導人，罪行是圖謀推翻英王在印度的统治。1933年1月16日，被告分别被判处3年至无期徒刑。審判結果引起印度工人不滿，各地爆發抗议和示威游行。截至1933年底，密拉特密谋案被告基本上全部获释。